# Frakke
En frakke eller en overfrakke er en jakke, der går ned over knæet. Den er beregnet det yderste stykke overtøj. Frakker bliver hovedsageligt brugt om vinteren for at holde varmen. Frakker er ofte fremstillet i varme materialer som uld eller pels.

## Historie
I mange lande er frakker båret i århundrede. Ofte er det en formel beklædning, for enten at give status eller som del af en professionel eller militær uniform. I 1600-tallet blev overfrakken frem stillet på mange måder for forskellige klasser.
I Vesten har frakkens overordnede profil ikke ændret sig synderligt i lang tid: I regencyæraen var det moderne at have figursyet tøj med syninger i taljen og et stort skøde som i diplomatfrakken. Det ændrede sig langsomt til et løsere snit i victoriatidens mode, som det ses i chesterfieldfrakken. Indtil da var de fleste frakker dobbeltradede, mens chesterfielden og lignende frakker blev lavet både  dobbelt- og enkeltradede.
I moderne tid er frakkerne blevet kortere, og nogle stopper over knæet. De dobbeltradede frakker er blevet mindre udbredte.

## Militær brug af frakker
Overfrakker er brugt i militæret siden 1700-tallet særligt om vinteren som Napoleons kampagne i Rusland. Under første verdenskrig blev overfrakker populære i form af trenchcoaten.
Hæren bruger typisk enkeltradede (kapper) overfrakker, mens flåden bruger dobbeltradede. Frakker fortsatte som kampuniform til 1940'erne og 50'erne, hvor de blev anset for upraktiske. I kolde land som  USSR blev de brugt, til mere effektive tekstiler og syntetiske fibre blev tilgængelige.
Et forsøg på at introducere militæruniformer i varme syntetiske fibre i Rusland 2008-2011 resulterede i at mange soldater fik forfrysninger og lungebetændelse.

## Eksempler på frakker
De mest almindelige historiske frakker i kronologisk orden:
| Billede | Beskrivelse |
| ------- | --- |
|         | Greatcoat en volumninøs frakke med flere skulderslag hovedsageligt brugt i europæisk militær især i Sovjetunionen. |
|         | Redingote (via fransk fra engelsk riding coat), en lang, tætsiddende frakke til både mænd og kvinder. |
|         | Diplomatfrakke, en meget formel jakke til dagbrug med søm i taljen. |
|         | Ulster, en arbejdsfrakke til dagsbrug, der oprindelige havde et skulderslag, der dækkede det øverste af ærmerne. Den udviklede sig til polofrakken efter skulderslaget blev fjernet |
|         | Invernessfrakke, en formel aftenfrakke med vide ærmer. |
|         | Paletot, en frakke med sidestykker, et lidt mindre formelt alternativ til diplomatfrakken. |
|         | Paddockfrakke, mindre, formsyet frakke. |
|         | Chesterfieldfrakke, en lang overfrakke med kun lidt taljering. Den blev den mest populære overfrakke i første halvdel af 1900-tallet. |
|         | Covertcoat, en klassisk brun eller brunmeleret frakke, der kan minde om chesterfield-frakken. Den har et enkelt snit, er enkeltradet og med tværgående sting på skøder og manchetter. Den var oprindeligt en frakke til brug på landet, men blev efterhånden også accepteret i byen. Bæres ofte med et lyst jakkesæt eller tweed. |